# 新都街道 (盐城市)
新都街道，是中华人民共和国江苏省盐城市盐都区下辖的一个乡镇级行政单位。

## 行政区划
新都街道下辖以下地区：
娱乐社区、南港社区、跃南社区和新丰社区。